# Ephraim Moses Lilien
Ephraim Moses Lilien, né le 23 mai 1874 à Drohobych (Autriche-Hongrie, aujourd'hui en Ukraine) et mort le 18 juillet 1925, est un photographe, illustrateur et graveur polonais. 
Rattaché au mouvement de l'Art nouveau, particulièrement réputé pour ses œuvres inspirées du judaïsme, il est parfois dénommé le « premier artiste sioniste ». 

## Biographie

### Sa jeunesse et ses premières œuvres
Ephraim Moses Lilien (Maurycy Lilien) est né le 23 mai 1874 à Drohobytch en Galicie, à l'époque partie de l'Empire austro-hongrois.  
De 1889 à 1892, Lilien apprend la peinture et les techniques graphiques à l'Académie des beaux-arts de Cracovie. Il étudie de 1890 à 1892 dans l'atelier du peintre polonais Jan Matejko, puis se rend en 1892 à Vienne où il suit des cours à l'Académie des beaux-arts.
En 1896, il reçoit un prix de la revue d'avant-garde Jugend, fondée par l'éditeur Georg Hirth, pour ses photographies et à partir de 1897, ses illustrations commencent à être publiées régulièrement dans la revue. En 1899, il s'installe à Berlin et avec ses premiers succès commerciaux, il se met à fréquenter tout un cercle d'artistes bohèmes, dont l'écrivaine et chanteuse Maria Eichhorn.
Il illustre plusieurs livres, dont en 1900 Juda , un livre de poésie sur des thèmes bibliques, écrit par son ami chrétien prosioniste Börries von Münchhausen, et en 1903 Lieder des Ghetto (Chansons du ghetto), des poèmes yiddish de Morris Rosenfeld traduits en allemand par Berthold Feiwel.

Illustrations pour le livre Juda
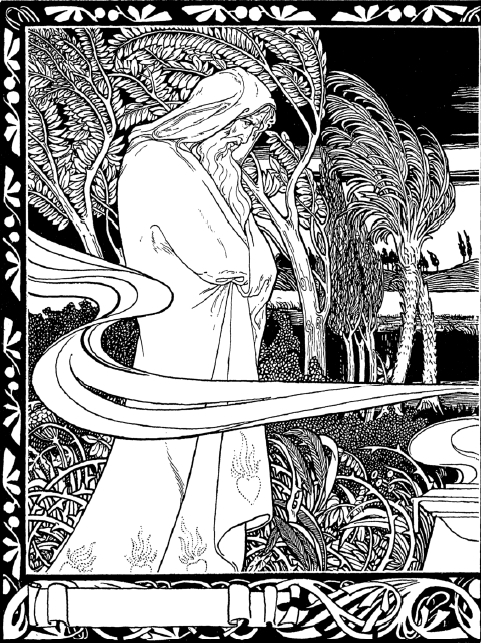
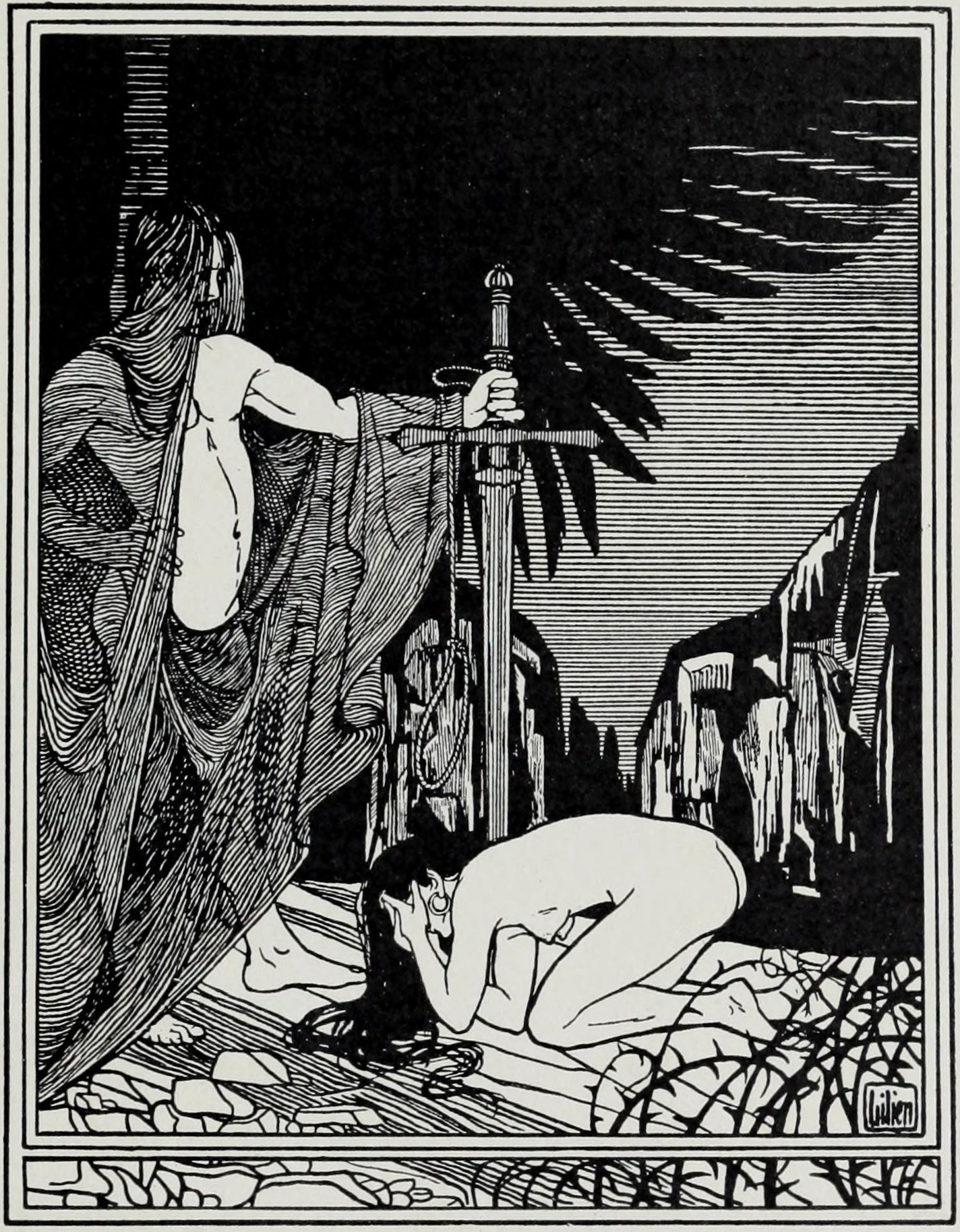
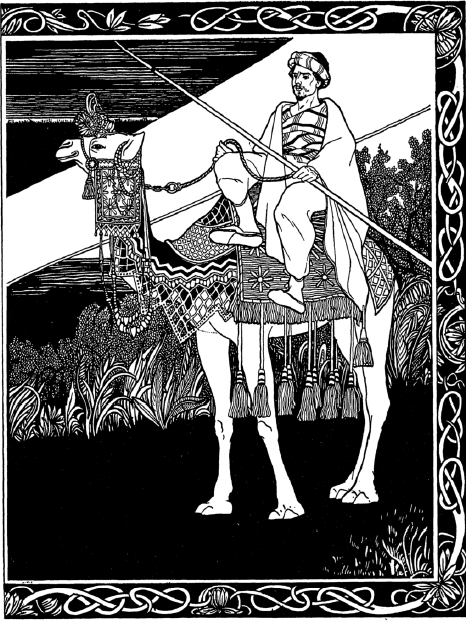
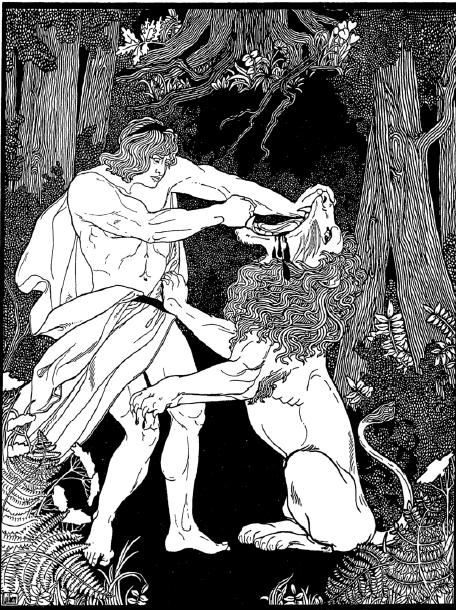
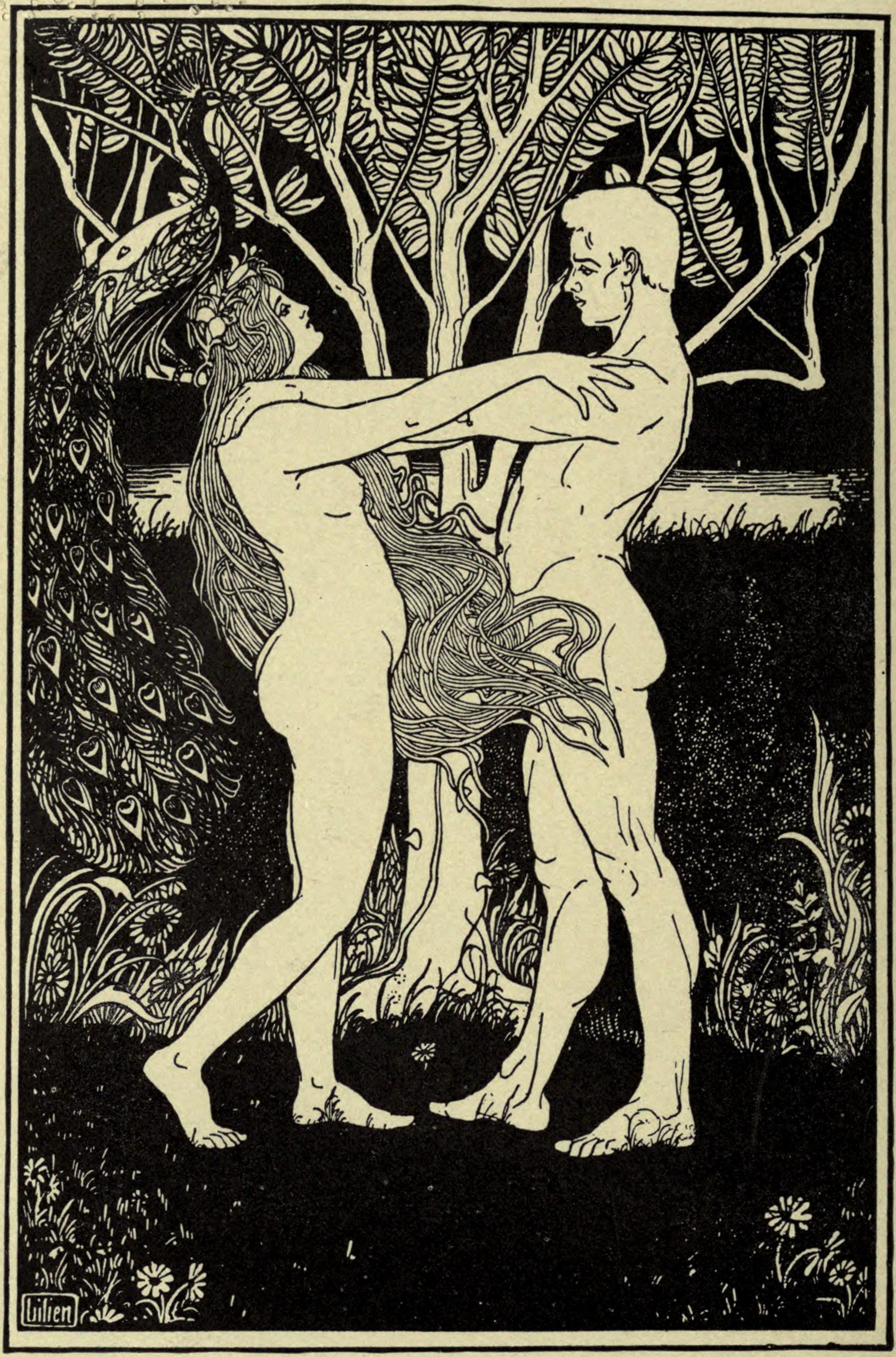
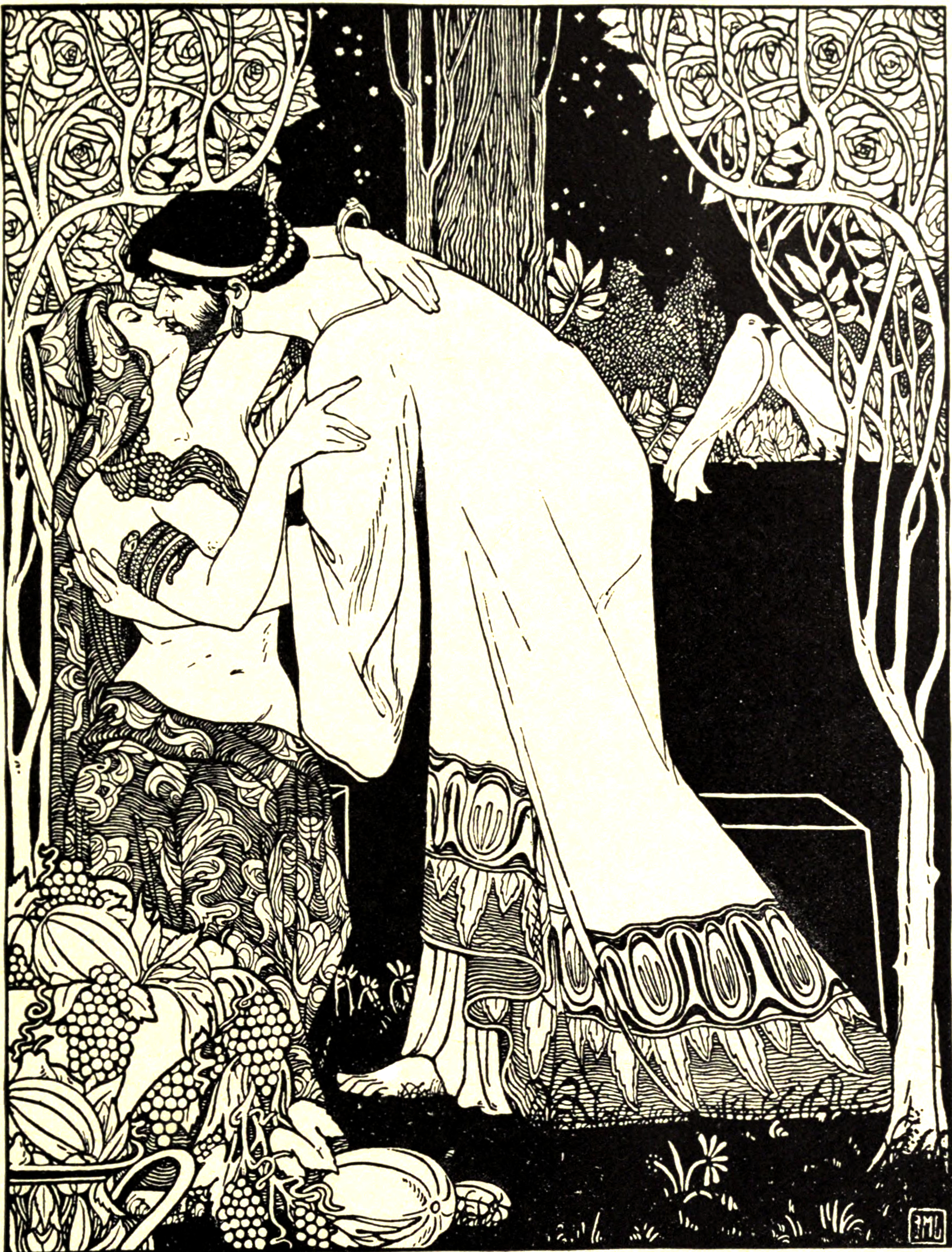

Illustrations pour le livre Lieder des Ghetto
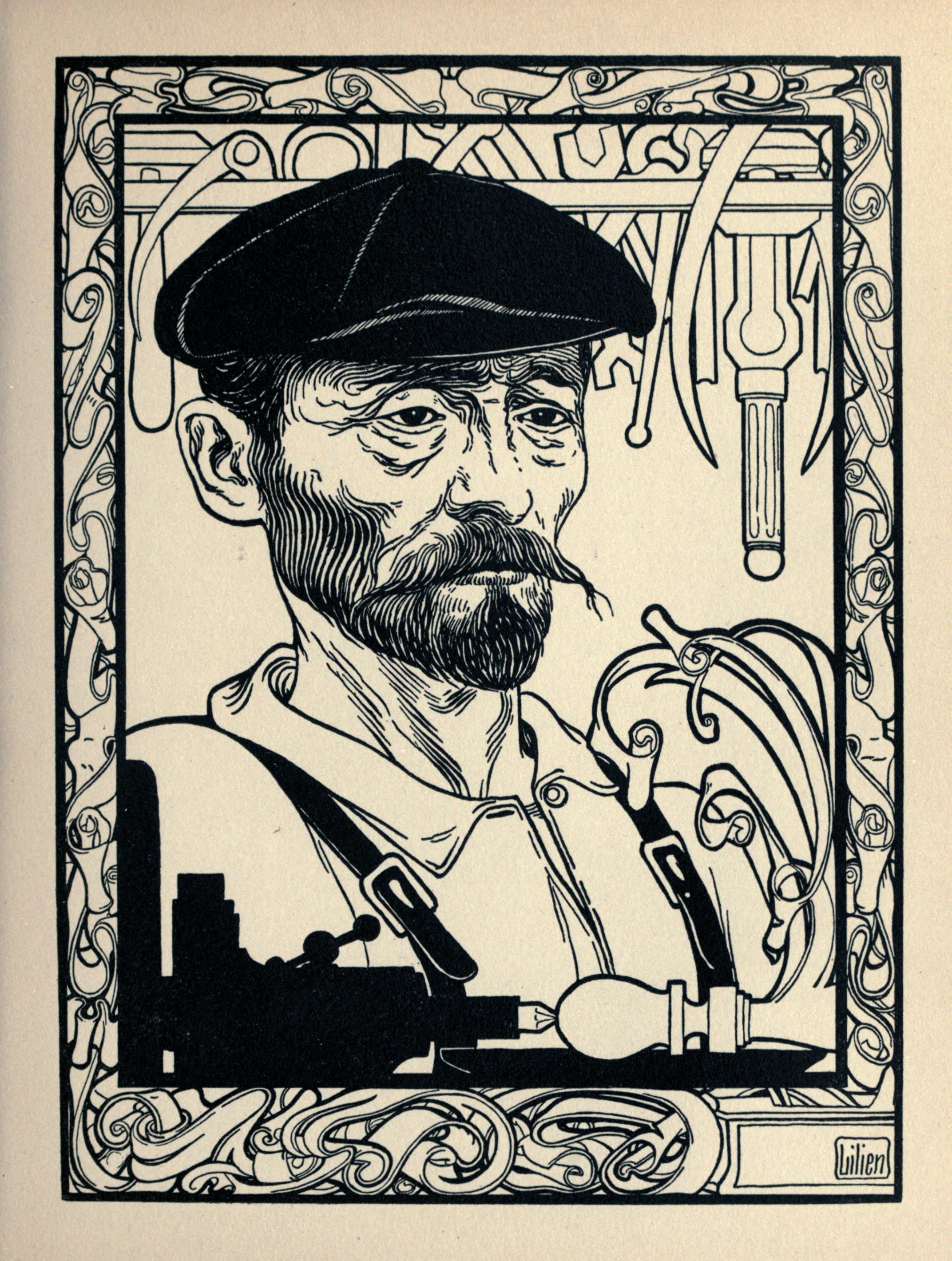
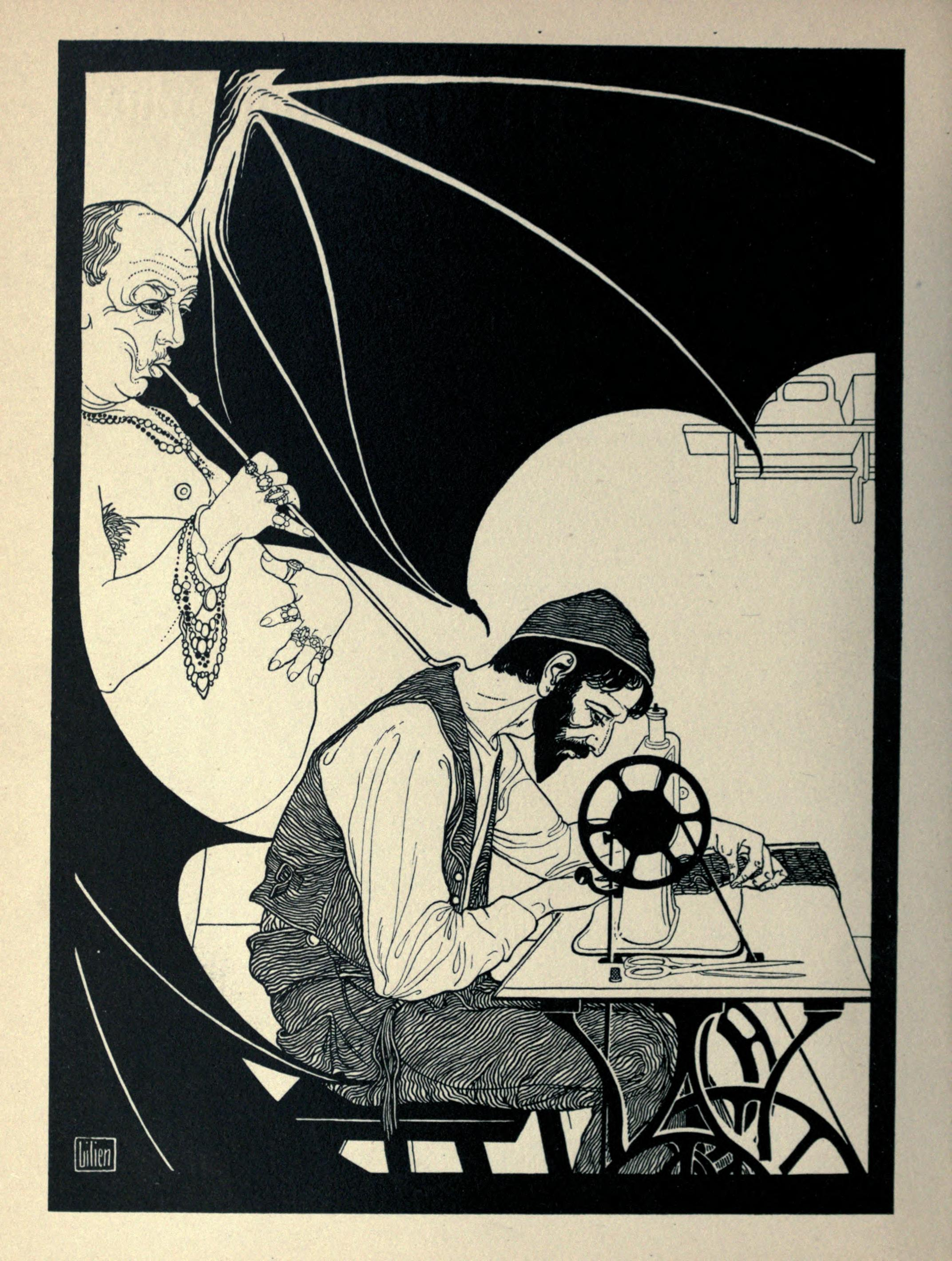
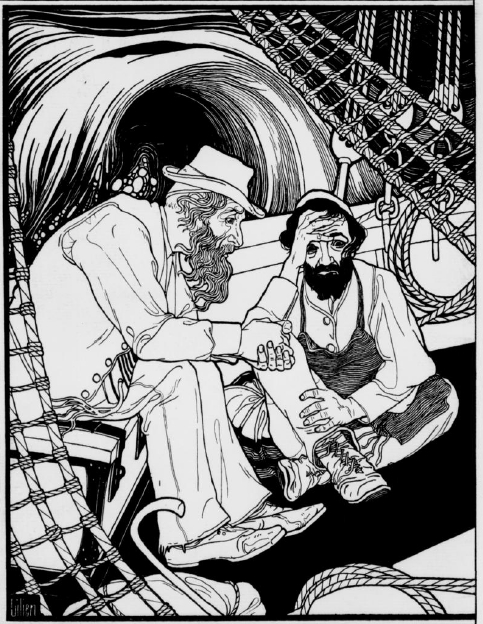
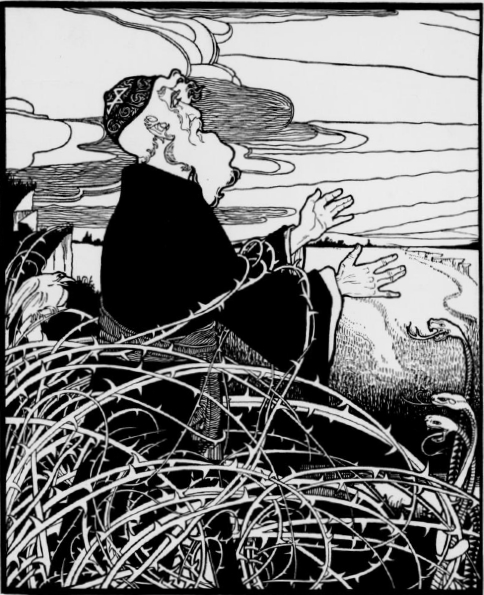
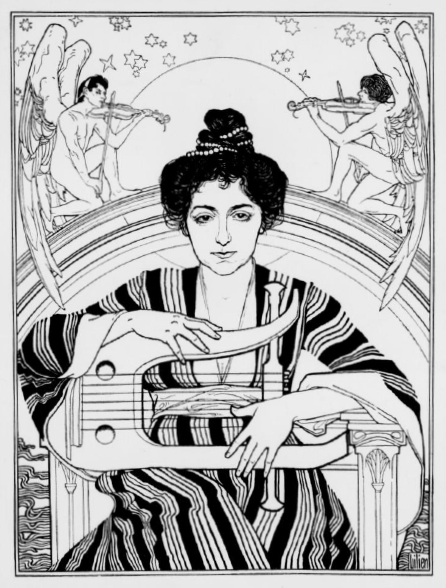
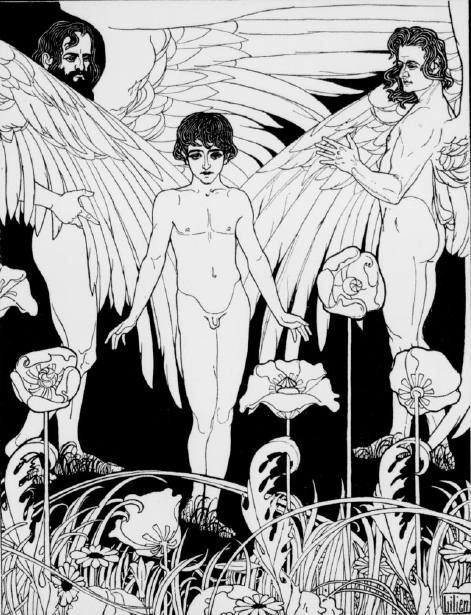

### Son engagement juif et sioniste

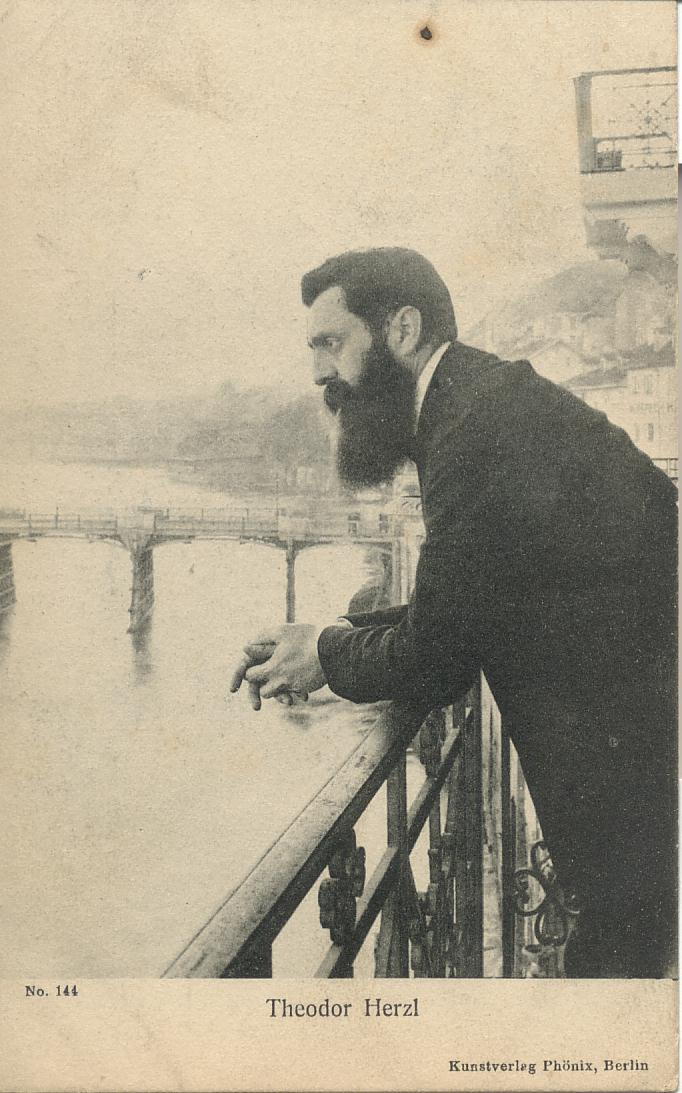
Le célèbre portrait de Herzl, photographié par Lilien en 1901.

Les années suivantes, son travail est presque entièrement au service de l'idée nationale juive, le sionisme. Il est invité au 5e Congrès sioniste en 1901 à Bâle, pendant lequel il prend de nombreuses photographies. Il utilise souvent Theodor Herzl comme modèle, considérant ses traits comme une représentation parfaite du Nouveau Juif, comme il le fait dans le portrait ou ce dernier observe le Rhin du balcon de l'hôtel Les Trois Rois.
Lilien adhère à la Demokratische Fraktion, un des mouvements d'opposition sionistes, créé lors du 5e congrès par Chaim Weizmann et Martin Buber. En 1902, il fonde avec Martin Buber, Berthold Feiwel et Davis Trietsch  la maison d'édition de langue allemande, Jüdische Verlag, consacrée à la culture juive.

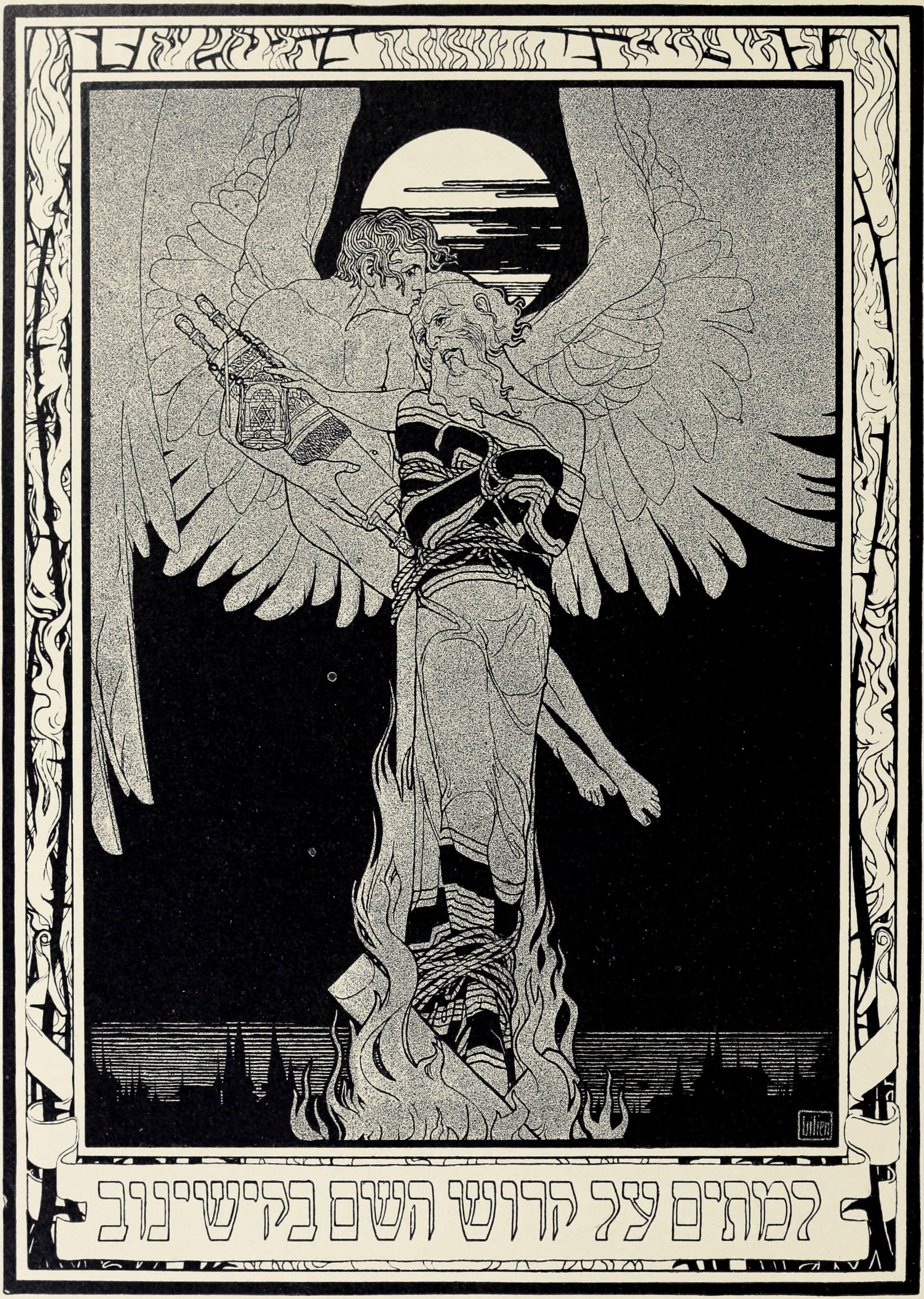
À la mémoire des martyrs de Kichinev.

En 1903, sa gravure Le-Metim ‘al kidush ha-shem be-Kishinov (à ceux de Kichinev qui périrent dans la sanctification de Son nom), dédiée aux martyrs des pogroms de Kichinev, a été fréquemment reproduite pour rappeler les souffrances du peuple juif :   
« Au centre, Lilien place la silhouette debout d'un vieil homme juif, enveloppé dans un châle de prière, attaché à un bûcher et ligoté avec une corde autour de la poitrine et des pieds.  Positionné juste derrière, et à sa droite, un ange ailé, tenant un rouleau de Torah embrasse le martyr sur le front, une référence claire à la résurrection. Les pieds de l'ange, s'étendant vers la gauche, s'alignent avec le rouleau sur la droite pour former une ligne diagonale qui ressemble à une croix. Lilien ici invente une sorte de crucifixion sioniste. Son image est restée pendant longtemps comme un symbole populaire de la souffrance juive en exil en Europe de l'Est... »
Comme membre du mouvement sioniste, Lilien se rend plusieurs fois entre 1906 et 1918 en Palestine ottomane. 
Ephraim Moshe Lilien est l'un des deux artistes juifs qui accompagnent en 1906 le sculpteur Boris Schatz à Jérusalem pour l'aider à fonder l'École des beaux-arts de Bezalel et à enseigner dans la première classe de l'école. Bien que son séjour soit de courte durée, il laisse une profonde empreinte sur la création artistique en Terre d'Israël, plaçant les sujets bibliques dans le contexte sioniste et le cadre oriental, imaginé dans un style idéalisé. Pendant les deux premières décennies du XXe siècle, l'œuvre de Lilien sert de modèle aux étudiants de l'école Bezalel.  
Il se rend encore trois fois en Palestine, la dernière fois en tant que lieutenant de l'armée austro-hongroise comme attaché de presse militaire, pendant la Première Guerre mondiale. À partir de 1908, Lilien abandonne l'illustration de livres, pour se consacrer à la gravure. Ses principales gravures représentent des vues de l'Autriche et de la Hongrie, tandis que d'autres décrivent ses impressions de Palestine, Damas ou Beyrouth.

### Ses dernières années
En 1923, une exposition de son œuvre se déroule à New York. 
Vers la fin de l'automne 1924, lors d'une conférence sur la Palestine avec projection d'images, il est pris d'un malaise et doit en mai 1925, se rendre à Badenweiler pour suivre un traitement. Très confiant, il décrit le 5 juin 1925 sa situation à sa femme : 
« Je vis ici comme dans une véritable station balnéaire. Je suis très malade, mais personne ne s'aperçoit le moins du monde en ce qui me concerne, et je mange, vais me balader et n'ai jamais de temps libre. Les conversations à table sont presque toujours très intéressantes. »
Un peu plus d'un mois plus tard, le 18 juillet 1925, Lilien meurt à Badenweiler. 

## Hommages
Une rue de Nayot, faubourg de Jérusalem porte son nom. 